# Jobs (film)
Jobs – amerykańsko-szwajcarski dramat biograficzny z 2013 roku w reżyserii Joshuy Michaela Sterna. Opowieść o życiu i karierze założyciela Apple Inc., Stevie Jobsie. Zdjęcia kręcono w Kalifornii (m.in. Los Angeles, Pasadena, Santa Clarita) oraz w Indiach (Delhi).

## Obsada
- Ashton Kutcher jako Steve Jobs
- Dermot Mulroney jako Mike Markkula
- Josh Gad jako Steve Wozniak
- Lukas Haas jako Daniel Kottke
- Matthew Modine jako John Sculley
- J.K. Simmons jako Arthur Rock
- Lesley Ann Warren jako Clara Jobs
- Ron Eldard jako Rod Holt
- Ahna O’Reilly jako Chris-Ann Brennan
- Victor Rasuk jako Bill Fernandez
- John Getz jako Paul Jobs
- Kevin Dunn jako Gil Amelio
- James Woods jako Jack Dudman
- Nelson Franklin jako Bill Atkinson
- Eddie Hassell jako Chris Espinosa
- Elden Henson jako Andy Hertzfeld
- Lenny Jacobson jako Burrell Smith
- Brett Gelman jako Jeff Raskin
- Brad William Henke jako Paul Terrell
- Giles Matthey jako Jonathan Ive
- Robert Pine jako Ed Woolard
- Clint Jung jako Gareth Chang
- David Denman jako Al Alcorn
- Masi Oka jako Ken Tanaka
- Abby Brammell jako Laurene Jobs
- Annika Bertea jako Lisa Jobs
- Paul Baretto jako Reed Jobs
- Amanda Crew jako Julie
- Samm Levine jako projektant Apple’a
- Cody Chappel jako student w hallu
- Joel Murray jako profesor informatyki
- William Mapother jako profesor kaligrafii
- Scott Krinsky jako bimbrownik
- Evan Helmuth jako Francis
- Laura Niemi jako sekretarka Jobsa
- Jim Turner jako prawnik Jobsa
- Clayton Rohner jako ekspert finansowy
- Rachel Rosenstein jako recepcjonistka w Apple’u
- Christopher Curry jako członek zarządu
- Mark Kassen jako Jud
- Dan Shaked jako inżynier Apple’a
- Duncan Bravo jako Zen Roshi
- Kent Shocknek jako prezenter z 1980 roku
- Aaron Kuban jako Ethan
- Olivia Johnson jako dziewczyna w sypialni

i inni